# Rudolf Ramek
Rudolf Ramek, né le 12 avril 1881 à Teschen (Silésie autrichienne) et mort le 24 juillet 1941 à Vienne, est un homme d'État autrichien.
Ramek est né à Teschen en Silésie autrichienne (aujourd'hui Cieszyn, Pologne). Membre du Parti chrétien-social, il est chancelier de l'Autriche du 20 novembre 1924 au 20 octobre 1926. Il meurt à Vienne, et est enterré au Cimetière municipal de Salzbourg.